# Festival des 3 Continents 2002
Le Festival des 3 Continents 2002, 24e édition du festival, s'est déroulé du 26 novembre 2002 au 3 décembre 2002.

## Jury
- Christine Laurent : scénariste française, Présidente du jury
- Leonor Baldaque : actrice portugaise
- Michel Braudeau : écrivain français
- Mario Dondero : photographe italien
- Gerard Huisman : distributeur néerlandais
- Thaddeus O'Sullivan : réalisateur irlandais

## Sélection

### En compétition[1]
| Titre                                                 | Réalisation          | Pays         |
| ----------------------------------------------------- | -------------------- | ------------ |
| Le Faisan d'or (Altyn Kyrghol)                        | Marat Sarulu         | Kirghizistan |
| Examen (Emtehan)                                      | Nasser Refaie        | Iran         |
| L'attente (La Espera)                                 | Aldo Garay           | Uruguay      |
| Poupées d'argile (عرائس الطين, Araïs al teïn)         | Nouri Bouzid         | Tunisie      |
| Le goût salé du soja (Chang duo chiang)               | Wang Ming-tai        | Taïwan       |
| The Mars Canon (Kasei no kanon)                       | Shiori Kazama        | Japon        |
| Washington Heights                                    | Alfredo De Villa     | Mexique      |
| Le Serviteur de Kali (Nizhalkuthu)                    | Adoor Gopalakrishnan | Inde         |
| Femmes de Shanghaï (假装没感觉, Jiǎzhuāng méi gǎnjué) | Peng Xiaolian        | Taïwan       |
| Historias mínimas                                     | Carlos Sorín         | Argentine    |
| Vladimir à Buenos Aires (Vladimir en Buenos Aires)    | Diego Gachassin      | Argentine    |

### Autres programmations[2]
- Hommage à Tolomouch Okeev
- Autour du Rio de la Plata
- histoire du cinéma marocain
- Hommage à Maggie Cheung
- Cinéma d'Afrique lusophone
- Regard sur l'Uruguay

## Palmarès[2]
- Montgolfière d'or : Le Faisan d'or de Marat Sarulu
- Montgolfière d'argent : Examen de Nasser Refaie
- Prix spécial du jury : Historias mínimas de Carlos Sorín
- Prix d’interprétation féminine : Zhou Wenkian  dans Femmes de Shanghaï
- Prix d’interprétation masculine : Erjan Bekmuratov dans Les petites gens
- Prix du Jury Jeune : Historias mínimas de Carlos Sorín
- Prix du public : Poupées d'argile de Nouri Bouzid